# Gymnocalycium berchtii
Gymnocalycium berchtii ist eine Pflanzenart in der Gattung Gymnocalycium aus der Familie der Kakteengewächse (Cactaceae). Das Artepitheton berchtii ehrt den niederländischen Chemiker und Kakteensammler Ludwig C. A. Bercht (1945–2021).

## Beschreibung
Gymnocalycium berchtii wächst einzeln mit trüb schwärzlich grauen oder schwärzlich braunen, abgeflachten Trieben mit leicht eingesenktem Scheitel und erreicht bei Durchmessern von 4 bis 6 Zentimetern Wuchshöhen von bis zu 2 Zentimeter. Es wird eine konische Sprossrübe und eine Pfahlwurzel ausgebildet. Die sieben bis neun Rippen sind abgeflacht. Die ovalen Areole tragen weißliche bis gelbliche Wolle. Die drei bis fünf geraden, trüb dunkelbraunen bis schwarzen Dornen besitzen gelegentlich eine hellere Spitze. Sie sind 7 bis 10 Millimeter lang.

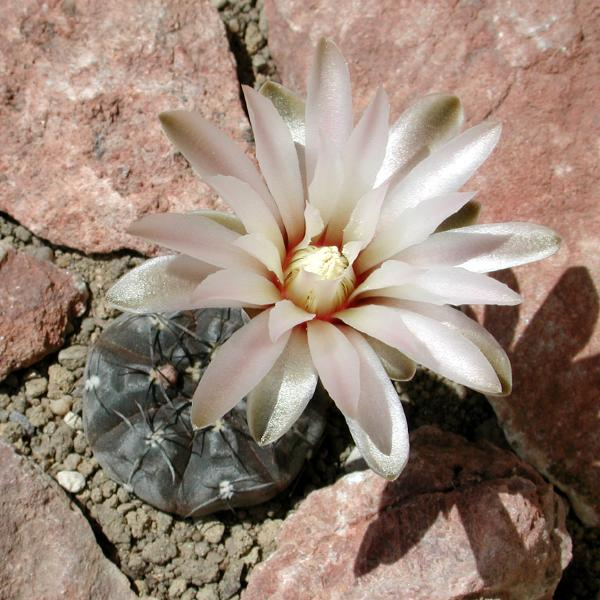
Blüte

Die trichterförmigen, perlmutt- bis rosafarbenen Blüten sind 5,3 bis 7,9 Zentimeter lang und erreichen Durchmesser von 4,3 bis 6 Zentimeter. Die graugrünen Früchte sind verlängert kugelförmig. Sie sind 2,1 bis 4,2 Zentimeter lang und weisen Durchmesser von 0,9 bis 2 Zentimeter auf.

## Verbreitung, Systematik und Gefährdung
Gymnocalycium berchtii ist in der argentinischen Provinz San Luis in den nördlichen Ausläufern der Sierra de San Luis in Höhenlagen um 700 Metern verbreitet.
Die Erstbeschreibung erfolgte 1997 durch Gert Josef Albert Neuhuber.
In der Roten Liste gefährdeter Arten der IUCN wird die Art als „Least Concern (LC)“, d. h. als nicht gefährdet geführt.

## Nachweise